# The Law of the North
The Law of the North er en amerikansk stumfilm fra 1917 af Burton George.

## Medvirkende
- Shirley Mason som Edith Graham
- Pat O'Malley som John Emerson
- Richard Tucker som Reginald Annesley
- Charles Sutton som Lt. Robert Graham
- Sally Crute som Marie Beaubin